# Erriapo (mjesec)
Erriapo (također Saturn XXVIII) je prirodni satelit planeta Saturn. Vanjski nepravilni satelit iz galske grupe s oko 10 kilometara u promjeru i orbitalnim periodom od 871.2 dana.